# 12864 Ryandrake
12864 Ryandrake è un asteroide della fascia principale. Scoperto nel 1998, presenta un'orbita caratterizzata da un semiasse maggiore pari a 2,6929815 au e da un'eccentricità di 0,1394202, inclinata di 8,98709° rispetto all'eclittica.